# باسيل هادلي
باسيل هادلي (بالإنجليزية: Basil Hadley)‏ هو رسام أسترالي، ولد في 1940، وتوفي في 2006.